# 여자여자
"여자여자"는 1985년에 개봉한 대한민국의 영화이다.

## 캐스팅
- 오수비
- 안소영
- 유동근
- 김은영
- 석세영
- 이여진
- 조용수
- 이완용
- 송동혁
- 성상중
- 남궁희숙